# 生せんべい
生せんべい（なませんべい）は、愛知県知多地域の和菓子である。

## 概要
知多半島を代表する銘菓。名称に「せんべい」とあるが生菓子（餅）の類で、もちもちした食感は「焼く前のせんべい」とも表現される。類似した生菓子にはういろうや生八つ橋が挙げられ、生せんべいはそれらのルーツであるとされる。
生せんべいの起源は1560年（永禄3年）まで遡る。徳川家康が桶狭間の戦いにおいて母親（伝通院）のいる知多半島へ逃れる途中、百姓の庭先に干してあるせんべいを生のままで献上させたところたいそう気に入り、岩滑城に滞在する間は生のまま献上することを申しつけたとされる。以来「生せんべい」が製造され現在では土産菓子として定着している。
現代の代表的な製造元として1930年（昭和5年）創業の総本家田中屋が挙げられる。主原料のみの「白」、黒糖を加えた「黒」の2種類が基本で、2006年（平成18年）からは「抹茶」も販売。販売形態としては袋入りと箱入りが存在し、袋入りはそれぞれの個包装・白黒1枚ずつの「ミニ」・白1枚と黒2枚の「小」など、箱入りは「白・黒入り」「白・黒・抹茶入り」の2種類で内容量は9～60個と多様。

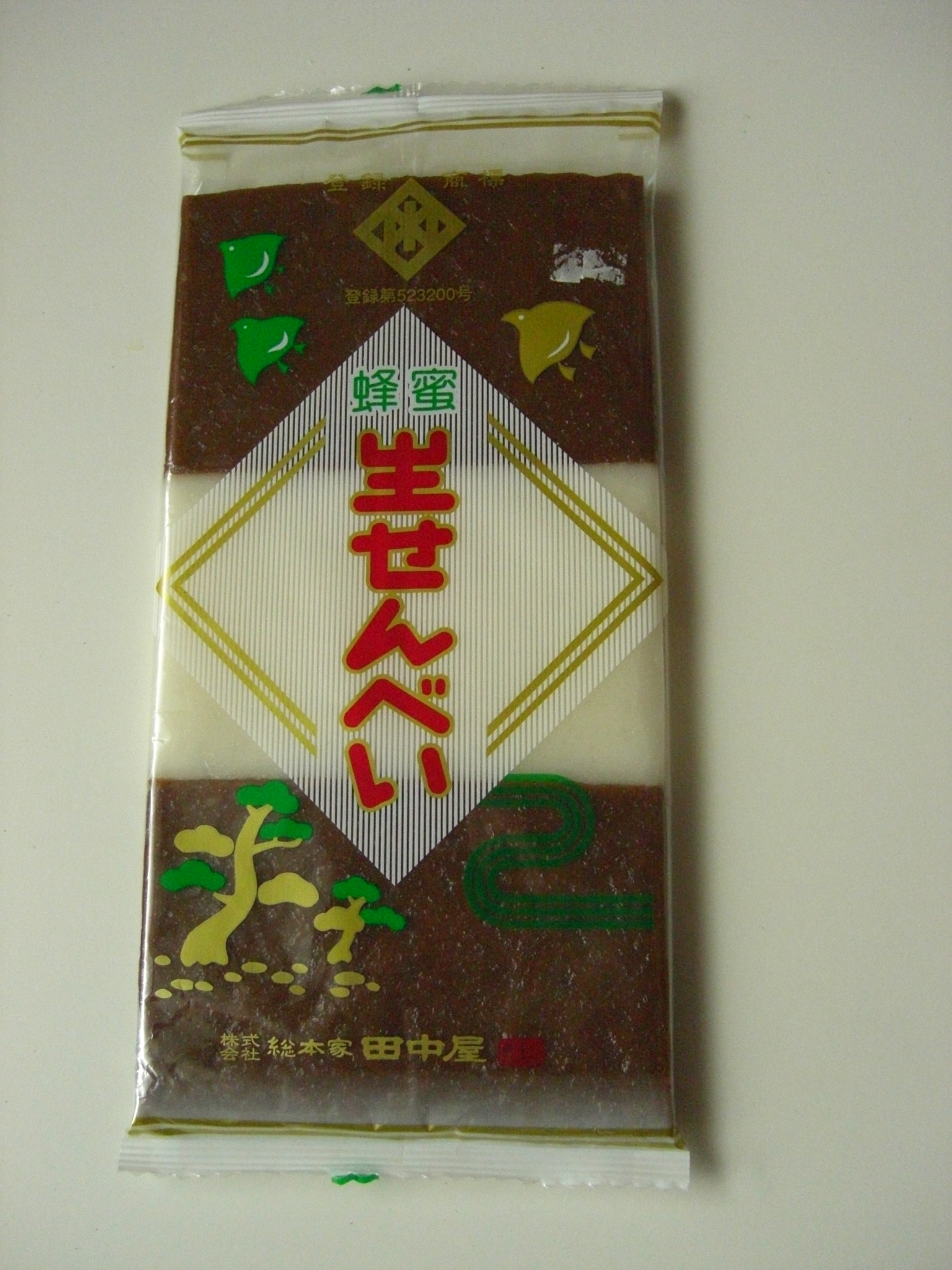
3枚入りの包装
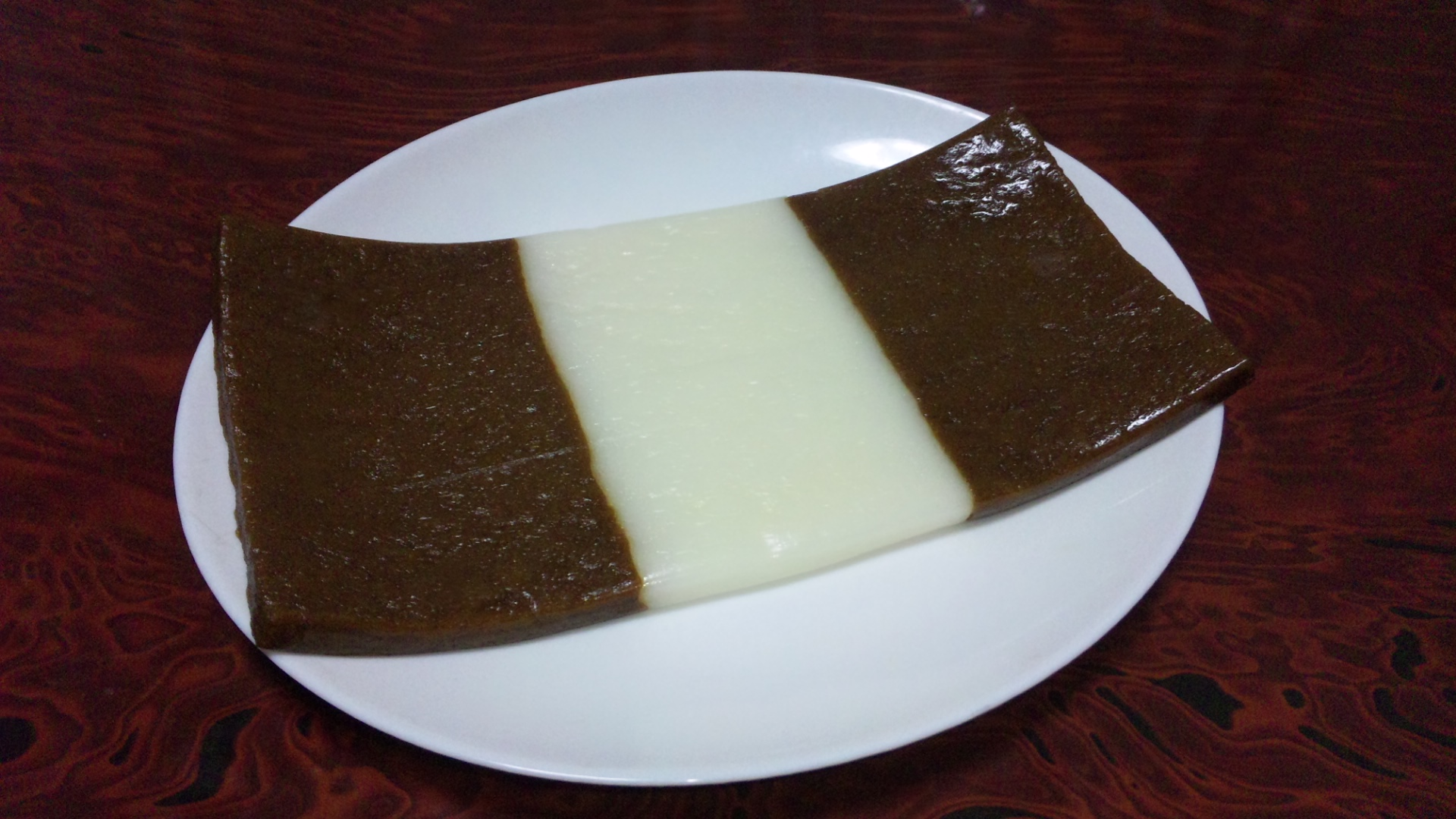
袋から出した状態

## 原材料・製法
主な原材料は米、上白糖、蜂蜜。米は国産米、黒色に使用される黒糖は沖縄県産の天然黒糖、抹茶味に使用される抹茶は西尾市産の抹茶を使用している。
製粉した米粉を水で練って蒸し、上白糖・蜂蜜を加えてさらに練って生地を作る。生地を薄く延ばし、3枚重ねて切り分けて乾燥させる。3枚重ねにすることで生じる空気の層によってうまみが増すとされる。
食品添加物・合成保存料は使用しておらず、賞味期限は袋入りのもので10日、箱入りのもので7日（抹茶味は4日）。

## 生せんべいを用いた菓子
波まくら
生せんべいでつぶあんを包んだもの。江戸時代末期創業の愛知県知多郡南知多町の和菓子店櫻米軒が製造・販売している。4代目・敬三が亀屋での修行で学んだ餡と、地元の生せんべいを組み合わせて完成した銘菓で、現在では梅風味・抹茶風味も販売されている。